# Actroid

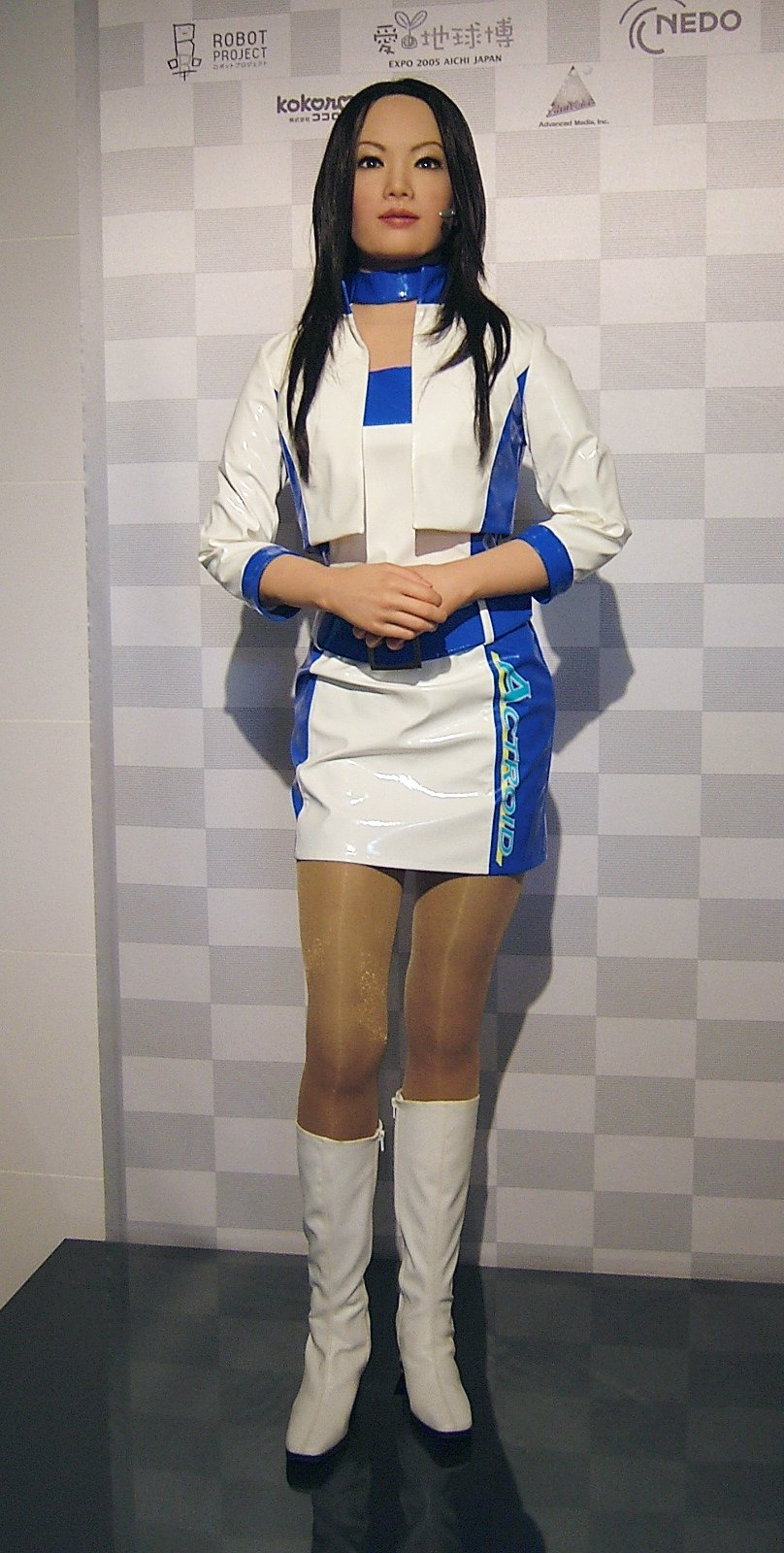
Actroid-DER auf der Expo Aichi, Japan, 2005

Der Actroid (Kofferwort aus Actor und Android) ist ein humanoider Roboter, der an der Universität Osaka entwickelt wurde und von der japanischen Firma Kokoro Company Ltd. in verschiedenen Ausführungen vermarktet wird. Die erstmalige Vorstellung des Actroiden fand auf der Internationalen Roboterausstellung 2003 in Tokyo statt. Actroide zeichnen sich durch starke visuelle Menschenähnlichkeit aus. In den meisten Fällen ist das Aussehen des Roboters einer durchschnittlichen jungen Frau japanischer Abstammung nachempfunden. Actroide stellen einen Schritt in der Entwicklung von Androiden bzw. Gynoiden dar.

## Geschichte
Hiroshi Ishiguro, Direktor des Intelligent Robotics Laboratory am Department of Adaptive Machine Systems der Universität Osaka, stellte 2003 den Actroiden vor, einen menschenähnlichen Roboter. 2004 präsentierte er Repliee Q1, einen Actroiden in Form einer jungen japanischen Frau. Repliee Q1 konnte Kopf, Arme und Hände bewegen, blinzelte und gaukelte durch Heben und Senken des Brustkorbs vor zu atmen. Externe Luftkompressoren bewegten die über 40 eingebauten Gelenkverbindungen im Oberkörper, die lebensecht wirkende Haut bestand aus Silikon. Da die Steuerung im Wesentlichen außerhalb des Roboters untergebracht war, konnte sich die Actroidin nicht fortbewegen und wurde stehend oder sitzend präsentiert. Mittels Spracherkennung und künstlicher Intelligenz konnte Repliee Q1 rudimentär mit Menschen kommunizieren.
In der Folgezeit wurden fortwährend neue und verbesserte Actroiden-Modelle entwickelt. So erhielt Repliee Q1 eine kleine Schwester, Repliee R1, die einem etwa fünf Jahre alten Mädchen entsprach. Repliee Q1-expo wurde 2005 vorgestellt, ebenso Repliee Q2 und das Modell Actroid-DER, das auch Englisch sprach, wobei DER für Dramatic Entertainment Robot steht. Eine Version namens Geminoid HI-1, als Ebenbild Hiroshi Ishiguros gestaltet, wurde 2006 vorgestellt und in den nachfolgenden Jahren mehrfach weiterentwickelt.